# Odstíny šedi (Hvězdná brána)
Odstíny šedi je 18. epizodou 3. řady sci-fi seriálu Hvězdná brána.

## Děj epizody
SGC jsou obviněni Tollány a Asgardy, že jim kradou jejich technologie. SG-1 musí tedy vypátrat, kdo to dělá. Jack O'Neill na oko ukradne něco Tollánům, odejde do předčasného důchodu. Později Jacka kontaktuje plukovník Maybourne. Vede tajnou organizaci mimo Zemi, která má jakkoli získávat technologie. Jack do této organizace pronikne a zjistí, že mají v SGC komplice, kterým je plukovník Makepeace. Poté se tam objeví Asgardská mateřská loď, vezme si všechny zařízení. Jack přemluví členy Maybournova týmu, aby s ním prošli bránou zpět. Na Zemi na základně SGC je všechny zatknou. Důvěra Asgardů a Tollanů je obnovena.